# Walking with Monsters
Walking with Monsters (conocido en España como Caminando con monstruos y en Hispanoamérica como Paseando con monstruos) es un programa de televisión documental británico dividido en tres partes. Fue emitido por primera vez en 2005 en la cadena BBC, en el Reino Unido. A diferencia de su serie hermana Walking with Dinosaurs, en Walking with Monsters se recrea la evolución de la vida antes de la aparición de los dinosaurios. Comienza en el Cámbrico con el primer vertebrado conocido, Haikouichthys, continúa con los peces (Cephalaspis), los anfibios (Hynerpeton) y los primeros sinápsidos pelicosaurios, hasta llegar a los terápsidos y los sinápsidos más avanzados del Mesozoico. Paralelamente aparecen también otros grupos animales y vegetales, como los euriptéridos ("escorpiones" marinos gigantes), las libélulas gigantes del Carbonífero, los helechos arborescentes, etc.
Fue narrada originalmente por el actor Kenneth Branagh. Usa efectos visuales avanzados generados por ordenador sobre un paisaje real actual, elaborados por la compañía Framestore y que producen la sensación de que los animales que aparecen están vivos. La serie contó con la colaboración de 600 científicos y muestra casi 300 millones de años de historia paleozoica, a partir del período Cámbrico (hace 530 millones de años) hasta el período Triásico Inferior (hace 248 millones de años). Fue escrita y dirigida por Tim Haines.
Como con algunos de los otros especiales de la BBC, fue retitulado en Norteamérica, como Caminando con los monstruos: Antes de los dinosaurios. Fue emitido como un especial de dos horas en el canal Discovery Channel de Canadá y EE. UU.
La banda sonora de Walking with Monsters es una creación del compositor Ben Bartlett. Para más información véase Anexo:Walking with... (bandas sonoras).
Walking with Monsters es parte de un conjunto de series documentales. Las más célebres son: 
- Walking with Dinosaurs
- Walking with Beasts
- Walking with Cavemen

## Episodio uno

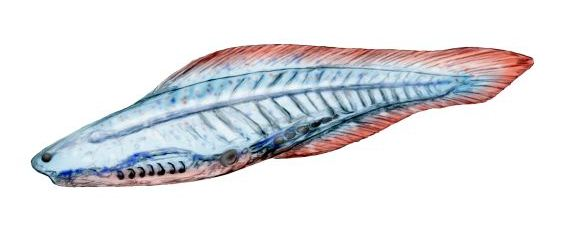
Haikouichthys

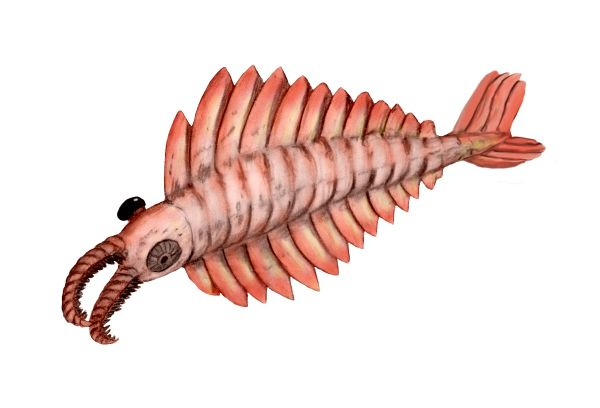
Anomalocaris

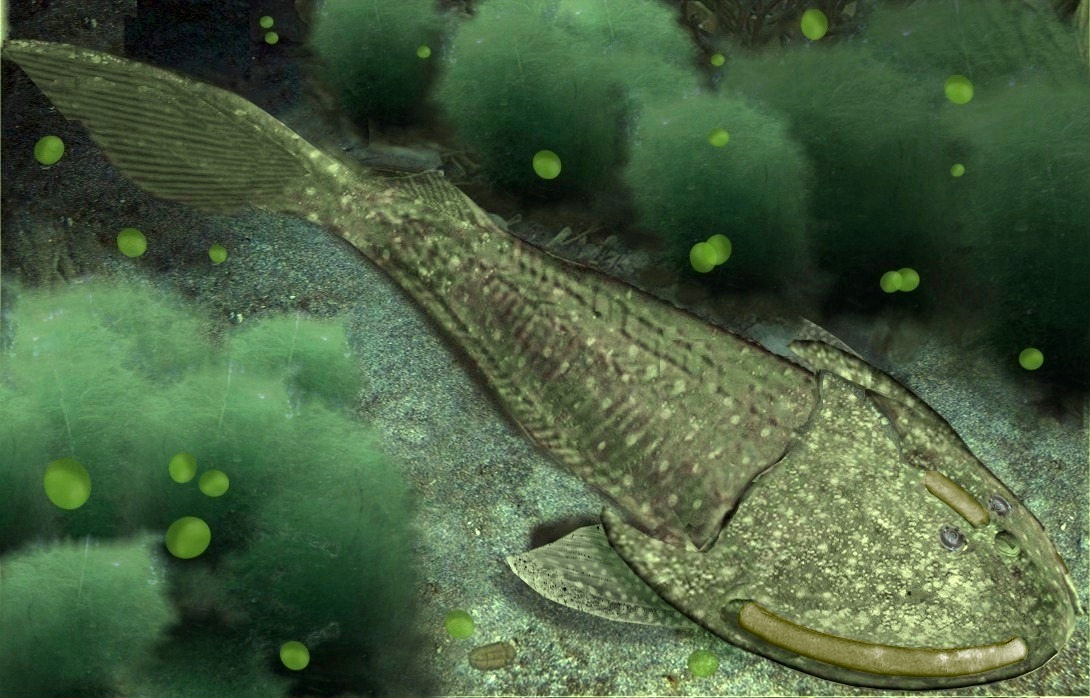
Cephalaspis

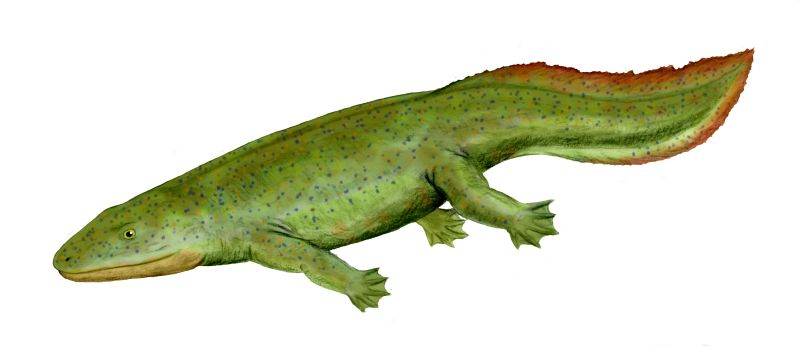
Hynerpeton

El primer episodio comienza con una ilustración de la hipótesis del impacto gigante: hace aproximadamente 4400 millones años cuando se formó la Tierra, se conjetura que un objeto similar a un planeta chocó con la Tierra temprana, formando de nuevo la Tierra y simultáneamente la Luna (teoría del gran impacto). A continuación salta a la explosión cámbrica, mostrando la primera diversificación de la vida en el mar. Los depredadores extraños como el Anomalocaris se alimentan de trilobites, luchan entre ellos y uno queda herido con lo cual un cardumen de Haikouichthys mordisquea la herida.
El Haikouichthys, presentado como el primer vertebrado evoluciona en el Cephalaspis, un pez acorazado que era capaz de detectar las vibraciones transmitidas en el agua, un precursor de nuestro sentido del tacto. Un Cephalaspis es perseguido por un Brontoscorpio (un escorpión marino gigante), pero debido a sus bien desarrollados órganos sensoriales elude el ataque; el brontoscorpio termina devorado por un Pterygotus, un euriptérido de 3 m de largo que estaba oculto en el fondo del mar.
El cefalópodo Cameroceras también vivía en estas aguas. La película también muestra un cardumen de Cephalaspis nadando del océano a los ríos en donde se reproducen. Un grupo de brontoscorpios merodea por la tierra y también llega a la charca de desove del Cephalaspis. Los Brontoscorpio se dan un banquete, pero son demasiados Cephalaspis y muchos sobreviven. Un brontoscorpio que muda su piel con mucha dificultad falta al banquete.
La historia continúa en el período Devónico, cuando el Cephalaspis ha evolucionado en el Hynerpeton (aunque debió primero desarrollarse en peces de aletas lobuladas), un tetrápodo basal similar a un anfibio. Aunque pueden estar en tierra, el Hynerpeton tiene que mantenerse húmedo, y debe volver al agua, donde los tiburones como el Stethacanthus y el pez asesino de dos toneladas, el Hyneria, pueden devorarlos. Un Stethacanthus es comido por un Hyneria. Un Hynerpeton macho encuentra una compañera, pero después del apareamiento, él y su compañera son emboscados por el Hyneria. Escapan a tierra, pero el narrador explica que el Hyneria tiene fuertes aletas que puedan propulsarlo fuera del agua. El episodio termina con el macho Hynerpeton atrapado por el Hyneria, que se ha arrastrado sobre tierra.
Localización: Monumento nacional de Postpile, California (Estados Unidos). 
Hace 530 millones de años (Cámbrico), biota de Chengjiang, China: 
- Anomalocaris
- Trilobites (no mencionados)
- Haikouichthys
- Medusas (representadas por animales vivos)

Hace 418 millones de años - Silúrico - Sur de Gales, Reino Unido: 
- Brontoscorpio
- Cephalaspis
- Pterygotus
- Cameroceras (denominado ortocono en el documental)
- Cooksonia

Hace 360 millones de años - Devónico - Pensilvania, los EE. UU.: 
- Hynerpeton
- Hyneria
- Stethacanthus (denominado simplemente tiburón primitivo en el documental)
- Un escorpión (representado por un animal vivo)

## Episodio dos

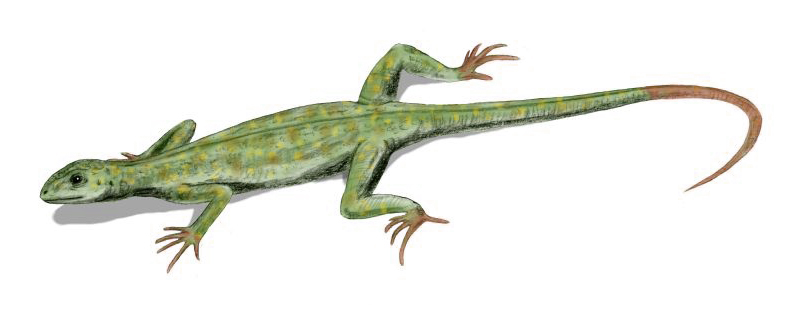
Petrolacosaurus

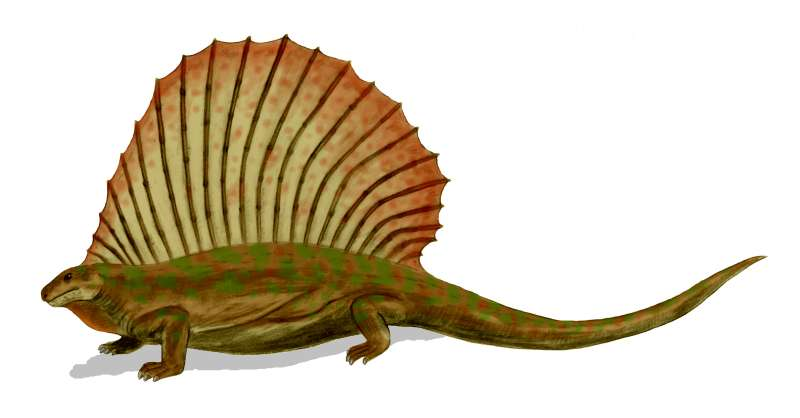
Edaphosaurus

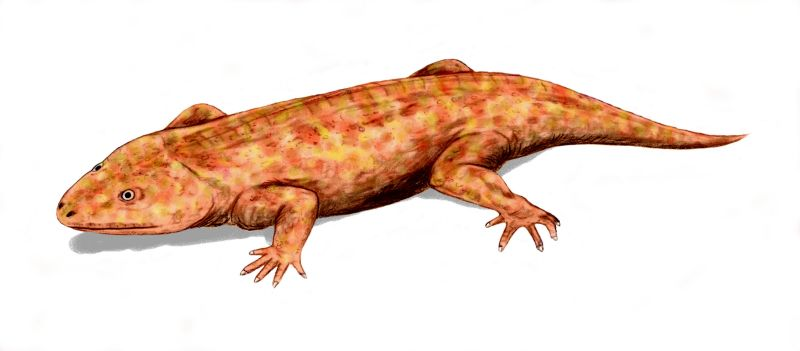
Seymouria

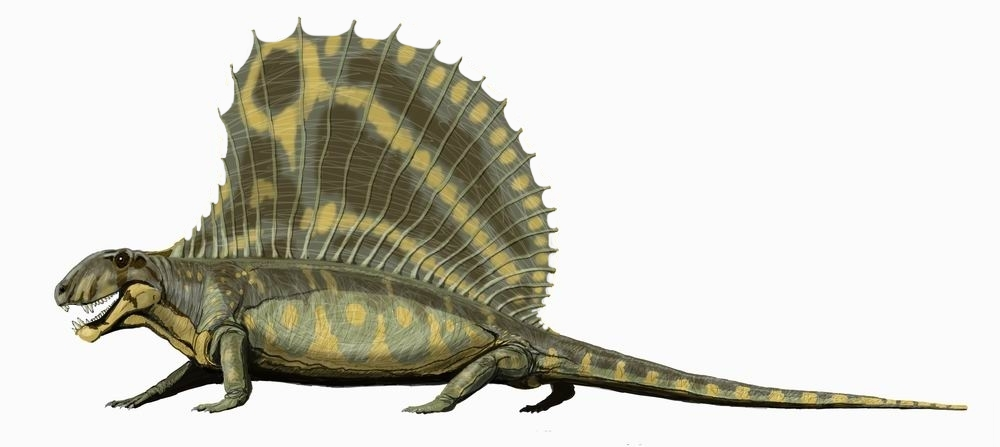
Dimetrodon

El segundo episodio muestra los bosques pantanosos del Carbonífero. El narrador explica que debido al elevado contenido de oxígeno de aquella atmósfera, se han desarrollado artrópodos gigantes terrestres, como la Mesothelae, una araña el tamaño de una cabeza humana; Meganeura, una libélula del tamaño de un águila, (“con un apetito voraz”) y Arthropleura, pariente del milpiés del tamaño de un automóvil (“puede erguirse y mirarte a la cara”).
Una Mesothelae caza a un Petrolacosaurus, el descendiente del Hynerpeton del primer episodio. Vuelve de su expedición de caza y encuentra su madriguera inundada. No sólo eso, una Meganeura le roba el Petrolacosaurus que cazó. En su búsqueda de una nueva madriguera, la Mesothelae se topa con una Arthropleura, que muere más adelante en una lucha con el Proterogyrinus, un enorme anfibio de 3 metros de longitud. La Mesothelae finalmente persigue a otro Petrolacosaurus, pero justo entonces se desata una tormenta eléctrica que causa un gran incendio en el bosque. Al final, solamente algunos animales sobreviven, incluyendo un Petrolacosaurus, que se come el cuerpo muerto de la Mesothelae, que murió carbonizada en el incendio. 
El episodio entonces avanza hasta el Pérmico Inferior, en que los bosques pantanosos del Carbonífero han sido sustituidos por coníferas más avanzadas, que se adaptan mejor en un clima cambiante. Para entonces, Petrolacosaurus ha dado lugar a los pelicosaurios (antepasados lejanos de los mamíferos), como el herbívoro Edaphosaurus o el carnívoro Dimetrodon. Una hembra de este género da caza a una cría de Edaphosaurus y luego se dispone a poner los huevos, pero cuando lo hace, se presenta otra Dimetrodon y se produce una lucha, que deja a la hembra original debilitada. Un Seymouria y un Dimetrodon macho aprovechan la ocasión para robar algunos huevos. Afortunadamente, el Dimetrodon macho devora al Seymouria y los huevos resultan ilesos. Los huevos son vigilados durante siete meses por la madre, pero las crías no reciben ningún cuidado de su progenitora, muy al contrario, el episodio termina con la Dimetrodon hembra junto a otros adultos Dimetrodon devorando algunas crías recién nacidas.
Localización: Parque de estado de Jonnathan Dickinson, Florida, EE. UU., y algunos fondos originados por computadora. Un modelo de un tronco descompuesto y caído de Lepidodendron o Sigillaria se utiliza a veces como apoyo.
Hace 300 millones de años - Carbonífero - Kansas, EE. UU. (en un bosque carbonífero): 
- Petrolacosaurus
- Megarachne (que se pensaba era una araña gigante, y fue representada como tal, pero en la narración fue renombrada como Mesothelae cuando - tal vez era demasiado tarde para reescribir la historia o generar nuevos gráficos para este episodio, se determinó que el fósil de Megarachne en realidad era un euriptérido)
- Arthropleura
- Meganeura
- Proterogyrinus (identificado como un gran anfibio)

Localización: Bosque nacional de Inyo, California, los EE. UU.
Hace 280 millones de años - Pérmico - mina de Bromacker, Turingia, Alemania:
- Edaphosaurus
- Dimetrodon
- Seymouria (un tetrápodo basal)

## Episodio tres

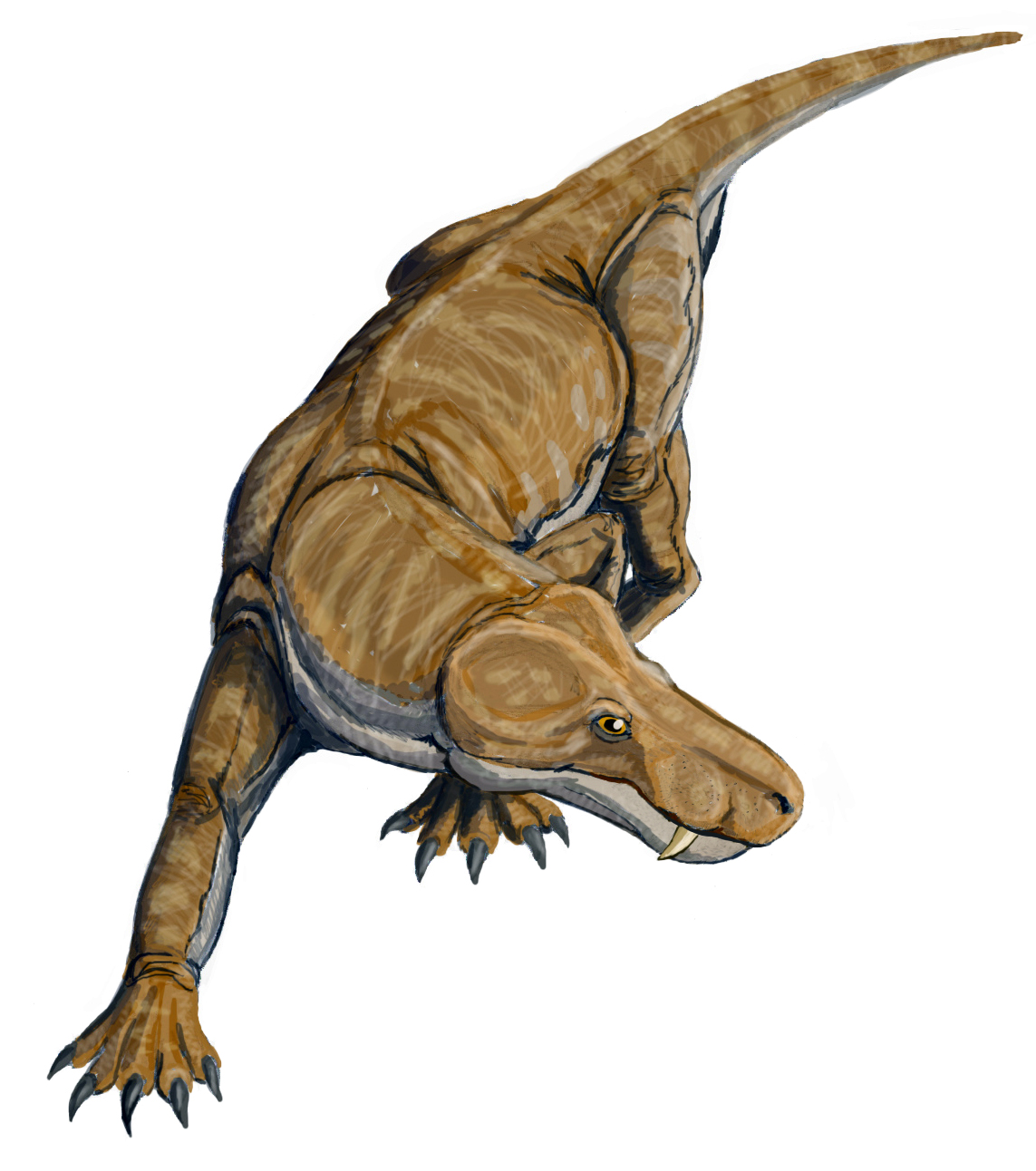
Gorgonópsido

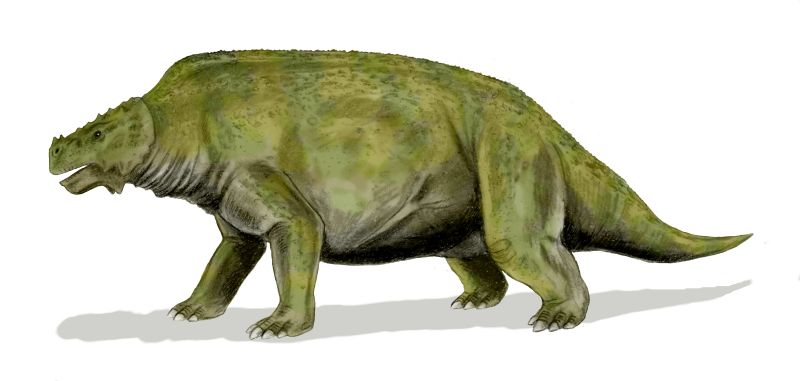
Scutosaurus

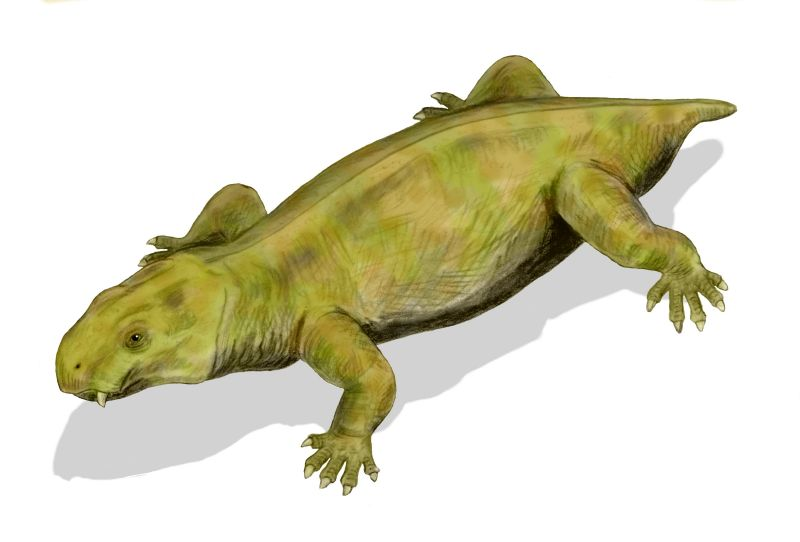
Diictodon

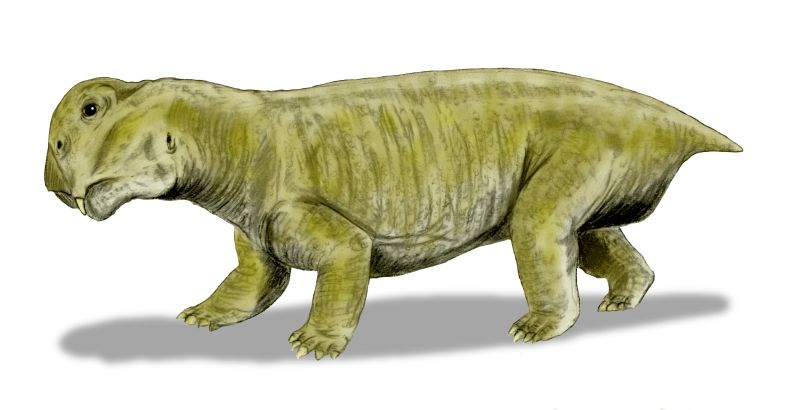
Lystrosaurus

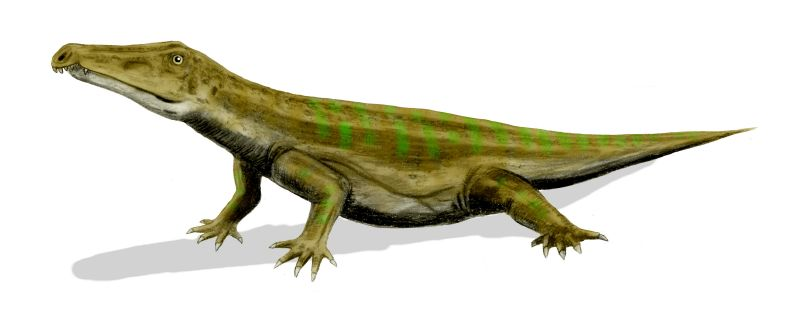
Proterosuchus

El tercer episodio se centra en la última parte del Pérmico, cuando el supercontinente Pangea era en gran parte un desierto extenso e inhóspito. En este clima árido, los terápsidos tempranos, descritos como "reptiles" similares a mamíferos, se muestran en su lucha por sobrevivir. El programa comienza cuando uno de estos reptiles, un gorgonópsido mata a un viejo Scutosaurus, un pariente de las tortugas,
Muchos animales, incluyendo varios gorgonópsidos, beben en una charca pequeña. Otros habitantes incluyen a Diictodon, un pequeño dicinodonte que excava madrigueras (otro “reptil” mamiferoide). En la charca también se encuentra un Rhinesuchus, que intenta atacar a un gorgonópsido en su desesperación, pero no tiene éxito. Una manada de Scutosaurus llega y termina dejando seca la charca. Se mueven rápidamente. El gorgonópsido se come al Rhinesuchus, que se había envuelto en un “capullo” en el fango para resistir a la sequía. Pero, incapaz de atrapar a algún Diictodon, que se refugian en sus madrigueras, el gorgonópsido muere también de hambre. El final del Pérmico culmina con la peor extinción masiva de la historia (extinción masiva del Pérmico-Triásico). Diictodon resiste comiendo tubérculos enterrados, y la escena termina con una descripción de su transformación en Lystrosaurus, más avanzado y mucho más grande. 
Lystrosaurus vivió en el Triásico Inferior. El número de Lystrosaurus es alto, y los animales deben emigrar constantemente para encontrar las plantas que comen. Cuando la manada de Lystrosaurus cruza un barranco, se producen varios ataques del Euchambersia. En el programa se afirma que pudieron tener veneno de gran potencia en su mordedura, ayudando a matar al Lystrosaurus mordido. En el cruce de un lago, los Lystrosaurus son atacados y comidos por varios y hambrientos Proterosuchus, parientes de largas patas de los cocodrilos. Mientras tanto, las libélulas son la presa de un reptil pequeño llamado Euparkeria que puede correr y saltar en sus patas traseras debido a la estructura de su cadera. Euparkeria, según el programa, evolucionará hasta originar los primeros dinosaurios, que dominarán la Tierra durante el Mesozoico, mientras los mamíferos vivirán eclipsados por ellos durante muchos millones de años.
Hace 250 millones de años, Pérmico Superior; Siberia, Pangea: 
- Inostrancevia (indetificado como gorgonopsido)
- Scutosaurus
- Rhinesuchus (identificado como un laberintodonte)
- Diictodon

Hace 248 millones de años, Triásico Inferior; Antártida, Pangea: 
- Lystrosaurus
- Euparkeria
- Euchambersia (un terocéfalo)
- Chasmatosaurus (un proterosúquido)
- Terópodo indefinido similar a Allosaurus

## Toques artísticos
Como en el resto de las series de la familia Walking with... los animales a veces actúan recíprocamente con la cámara:
- Un Brontoscorpio pica la cámara y la rompe.
- Otro Brontoscorpio topa con la cámara con su garra mientras que se arrastra sobre tierra.
- Un Hynerpeton golpea la cámara mientras está nadando, hacia un Hyneria.
- Un Hynerpeton respira en la cámara.
- Un Hyneria salpica de agua la cámara mientras se zambulle.
- Un Mesothelae se arrastra sobre la lente de la cámara, como también lo hace un Arthropleura.
- Un Dimetrodon sacude los intestinos para evitar comer las heces que están dentro, y la mayor parte de los chisporroteos terminan sobre la cámara.
- Un Dimetrodon huele la cámara y posteriormente se la come, interrumpiendo la escena.
- Un Dimetrodon cava y lanza algo de suciedad, que aterriza en la cámara.
- Una cría de Dimetrodon salpica estiércol en la cámara cuando se zambulle en una gran boñiga para escapar de un depredador.
- Un gorgonópsido huele la cámara.
- Un gorgonópsido salpica el agua en la cámara cuando salta en un charco.
- Un Dicinodon mira curiosamente la cámara.
- Un Proterosuchus golpea la cámara mientras está nadando.
- Un Lystrosaurus se topa con la cámara y la huele.

## Crítica
Algunos espectadores[¿quién?] critican que Walking with Monsters es una recreación excesivamente dramática o sensacionalista. 
En el documental Trilogy of Life, incluida en el DVD, los productores de indican que no querían escribir una tesis científica, sino traer animales prehistóricos a la vida. Se indica asimismo que, mientras que los científicos pueden hacer conjeturas sobre cómo fueron estas criaturas prehistóricas o de cómo pudieron comportarse mientras que estaban vivas, no hay garantía que estas conjeturas sean correctas y, en este caso, no tenemos ninguna de estar seguros.

## Evolución según el programa
- Hynerpeton descendiente del Cephalaspis y a su vez descendiente del Haikouichthys.
- El huevo con cáscara de Petrolacosaurus desciende del huevo desprotegido de Hynerpeton. Debe interpretarse como una metáfora que explica cómo los huevos desnudos de los anfibios dieron lugar a los huevos protegidos y susceptibles de depositarse en tierra firme de los primeros amniotas.
- Edaphosaurus descendiente del Petrolacosaurus.
- Los gorgonópsidos descendiente del Dimetrodon
- Lystrosaurus descendiente del Diictodon
- Terópodo indeterminado (similar a Allosaurus) descendiente del Euparkeria

## Inexactitudes paleontológicas en la serie

### Episodio uno
- No hay evidencia de que Cephalaspis nade en agua dulce para poner huevos, aunque no es imposible.
- Brontoscorpio vivió en un momento diferente que Cephalaspis, uno en el Silúrico, el otro en el Devónico, con solo una brecha de 4 millones de años entre la extinción de la primera y la llegada de la segunda.
- Brontoscorpio fue encontrado en Inglaterra, no en Gales, y posiblemente era un verdadero escorpión terrestre. Sin embargo, dada la proximidad geográfica de los dos lugares (incluso durante el Silúrico) todavía es considerable que Brontoscorpio habitara Gales.
- Cephalaspis no era ancestral de los tetrápodos. En el Silúrico Tardío, el reemplazo más probable sería el Psarolepis ya con la boca abierta.
- En el segmento del Devónico, hay un pez ángel. Aparece cuando el segmento comienza y vuelve a aparecer cuando el Hynerpeton es perseguido por el Stethacanthus. Sin embargo, no hubo teleósteos en el Paleozoico, mucho menos en el Devónico. Sin embargo, todavía es posible que sea una actinopterigio primitivo, un clado de peces óseos que incluye (más allá de los teleósteos) a los holósteos y condrósteos (estos últimos ya presente en el Devónico).

### Episodio dos
- En el programa, Petrolacosaurus se identifica incorrectamente como un sinápsido ancestral, cuando en realidad era un diápsido primitivo y, por lo tanto, no podría haber sido el antepasado de ningún sinápsido. El sinápsido más basal, Archaeothyris, habría sido un candidato más adecuado.
- Las crías de Dimetrodon se muestran con sus velas traseras completamente erectas, cuando probablemente aún no hubieran crecido.
- La textura de la piel del Edaphosaurus y Dimetrodon está ligeramente apagada. Tenían escudos en la piel, similares pero diferentes a los de los cocodrilos. Se cree que carecen de las escamas de los reptiles lepidosaurios.
- El Dimetrodon se describe como viviendo en un ambiente desértico, cuando de hecho, se sabe que Dimetrodon vivió en un ambiente pantanoso. Sin embargo, todavía es posible que algunas poblaciones vivieran en ambientes ligeramente más áridos que el promedio.
- La parte superior de algunas espinas neurales de Dimetrodon puede haber estado expuesta al hueso en lugar de estar cubierta con una vela completa.
- El Dimetrodon tenía incisivos que eran más largos que el resto de sus dientes.
- No se sabe que ninguna especie de araña haya sido tan grande como las Mesothelae vistas en este episodio, ahora que se ha demostrado que Megarachne es una especie de euriptérido.

### Episodio tres
- Los gorgonópsidos y el Rhinesuchus solo se conocen de Sudáfrica, pero se los representa viviendo con Scutosaurus y una especie siberiana de Diictodon. Sin embargo, el gorgonópsido presentado en el programa era más probable un Inostrancevia, ya que vivía al mismo tiempo y lugar que Scutosaurus y la especie siberiana de Diictodon. Sin embargo, en el programa, el Rhinesuchus sólo se identifica como un laberintodonte, que es una subclase que ya abarca muchos otros anfibios que podrían haber vivido en Siberia en ese momento.
- Es posible que los gorgonópsidos tuvieran pelaje.
- Euparkeria no es un antepasado de los dinosaurios, siendo basal a la división cocodrilo-dinosaurio. Probablemente el antepasado más probable de los dinosaurios en ese momento fue el Tsylmosuchus, un animal más relacionado con los arcosaurios.
- Los terocéfalos presentados en el episodio, Euchambersia, no estarían presentes hace 248 millones de años ya que vivieron de hace 256 a 255 millones de años.